# 土肥原・秦徳純協定

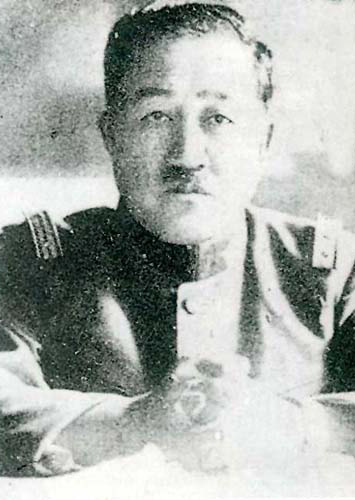
土肥原賢二

土肥原・秦徳純協定（どいはら・しんとくじゅんきょうてい、中国語名：秦土協定）は1935年6月に発生した張北事件に端を発し、事件に関与した国民革命軍第二十九軍によるその他の問題を含めて同月27日に取り決められた日華間の協定である。日本側代表の土肥原賢二と中華民国側代表の秦徳純の名が協定名となった。

## 第一次張北事件
1934年10月26日午前10時頃察哈爾地方を視察していた日本軍川口中佐の一行8名は張北付近を通りすぎようとしていたが国民革命軍第二十九軍第百三十二師（師長は趙登禹（zh））の衛兵がいきなり青龍刀と自動小銃を突きつけた。このため、一行中の書記生が正式に説明しようと衛兵の指揮者と交渉したが兵士達はこの書記生を殴打するという不法行為を行い不穏な様相を示した。一時間後には日本語を理解する公安局員が立会い事態は収拾されたが、この原因は第二十九軍軍長の宋哲元が日本人旅行者に保護を与えぬとする密命にあった。

## 第二次張北事件
先の張北事件の際にはこのような事件は再発させないとの誓約がなされていた。しかし1935年5月30日にトラックで多倫を出発した日本軍特務機関員の一行4名は6月5日午後4時に張北の南門で第百三十二師の衛兵に停車を命じられた。一行は特務機関の身分証明書を提示したが無効であると跳ね付けられ、第百三十二師の司令部に連行され、荷物と旅行用品の厳重な検査が行われてから一部屋に監禁の上、青龍刀や銃剣が突きつけられながら脅迫されて尋問を受け、食事と寝具は与えられずに翌日午前10時に釈放された。監禁は宋哲元の参謀長の命令であり、その他の尋問等の侮辱は軍法署長も知るところであった。

## 宋哲元の糾弾

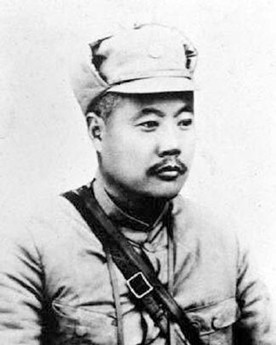
宋哲元

当時の宋哲元軍つまり第二十九軍は張家口に第三十七師、張北に第百三十二師、宣化に第三十八師、保安に暫編第二師を有し、二万の新兵を募集していたため、その兵力は六万から七万を有し、また排日の首魁馮玉祥の元部下であり、その時期にあった熱河戦では喜峰口で日本軍に頑強に抵抗した経験を持つ排日思想の強い軍隊ゆえに中国北部の排日軍閥一掃を望むなら無視できない存在となっていた。関東軍は日頃の宋哲元が日本と満洲に対して挑戦的であったため、この機会をとらえて糾弾することになった。
6月17日関東軍幕僚会議では以下の決定がなされた。
- 宋哲元の満洲国への挑戦的態度は軍として隠忍し難く、多くの公約や警告にも反省する姿勢がない。ゆえに匪賊として対処する他はない。
- 宋哲元は満洲国辺境の治安を乱す匪賊以外のものではない。関東軍は再度宋哲元の処罰を国民政府に強硬に求める。
- 国民政府が要求を入れずに引き延ばし策を用いれば関東軍は断乎とした行動を取らねばならない。

その翌日、南京政府行政院は宋哲元の罷免を決定した。

## 協定内容
6月27日土肥原特務機関長が提出した要求事項全てについて秦徳純が承諾した。回答文書の内容は以下の通りだったが、その発表は行われなかった。
1. 第二張北事件に関し謝罪し責任者を罷免する。
2. 日中国交に悪影響を及ぼす機関を察哈爾省より撤退させる。
3. 日本の察哈爾省内での正当な行為を尊重する。
4. 昌平・延慶・大林堡を経て長城に至る線以東の地域及び獨石口北側より長城に沿い張家口北側を経て張北県南側に至る線以北の地域より宋哲元軍を撤退させ撤退後の治安は保安隊が担当する。
5. 以上の撤退は6月23日から二週間以内に完了する。

第三項の「日本の察哈爾省内での正当な行為を尊重する」の解釈について土肥原と秦の間の口頭による約束で中国が承諾した主要なものは以下の通りである。
1. 察哈爾省における飛行場と無線電信設置が許される。
2. 山東、山西からの移民が察哈爾に入ることの阻止[11]。
3. 張家口の徳華洋行の事業の継続を困難にする工作[12]。
4. 察哈爾省で日本人を軍事又は政治顧問にすること。
5. 内蒙では日本側の徳王に対する工作は阻止されない。